# Типаж (абстрактный тип)
Типаж (иногда — трейт, черта/особенность поведения, нрав, от англ. trait) — абстрактный тип данных, используемый как «простая концептуальная модель для структурирования объектно-ориентированных программ»[уточнить]. Понятие появилось вследствие конфликтов при использовании классов в ООП для наследования. Схож по решаемым проблемам при наследовании с интерфейсами и примесями и, в отличие от которых, содержит только методы. Также специфичны способом разрешения конфликтов — типажи не допускают совпадения названий методов. Первоначально концепция разработана в группе структурного проектирования программного обеспечения Бернского университета.
Являются основой языка Rust и встроены в язык Scala, в вариант Squeak языка Smalltalk включены с версии 3.9, введены в Perl 6 (где они называются «роли»; для Perl 5 — реализованы как модуль в Moose), введены в язык C# 8.0 (где они называются интерфейсы с реализацией методов по умолчанию), также реализованы во фреймворке Joose для JavaScript. Также планируется включение типажей в ActionScript 3.0. Модульные примеси (module mixins) в Ruby в некоторой степени похож на типажи.
В некоторых языках программирования типажами называют типы, которые на самом деле являются примесями. Так, например, в PHP типажи могут содержать не только методы, но и свойства с константами(начиная с PHP 8.2).
Пример на Rust для существующего типа, описывающего хеширование:
```
trait
 
Hash
 
{

    
fn
 
hash
(
&
self
)
 
->
 
u64
;

}

```

Реализация типажа Hash для какого-либо типа — примеры методов hash с соответствующей сигнатурой:
```
impl
 
Hash
 
for
 
bool
 
{

    
fn
 
hash
(
&
self
)
 
->
 
u64
 
{

        
if
 
*
self
 
{
 
0
 
}
 
else
 
{
 
1
 
}

    
}

}

impl
 
Hash
 
for
 
i64
 
{

    
fn
 
hash
(
&
self
)
 
->
 
u64
 
{

        
*
self
 
as
 
u64

    
}

}

```